# Космічне поселення

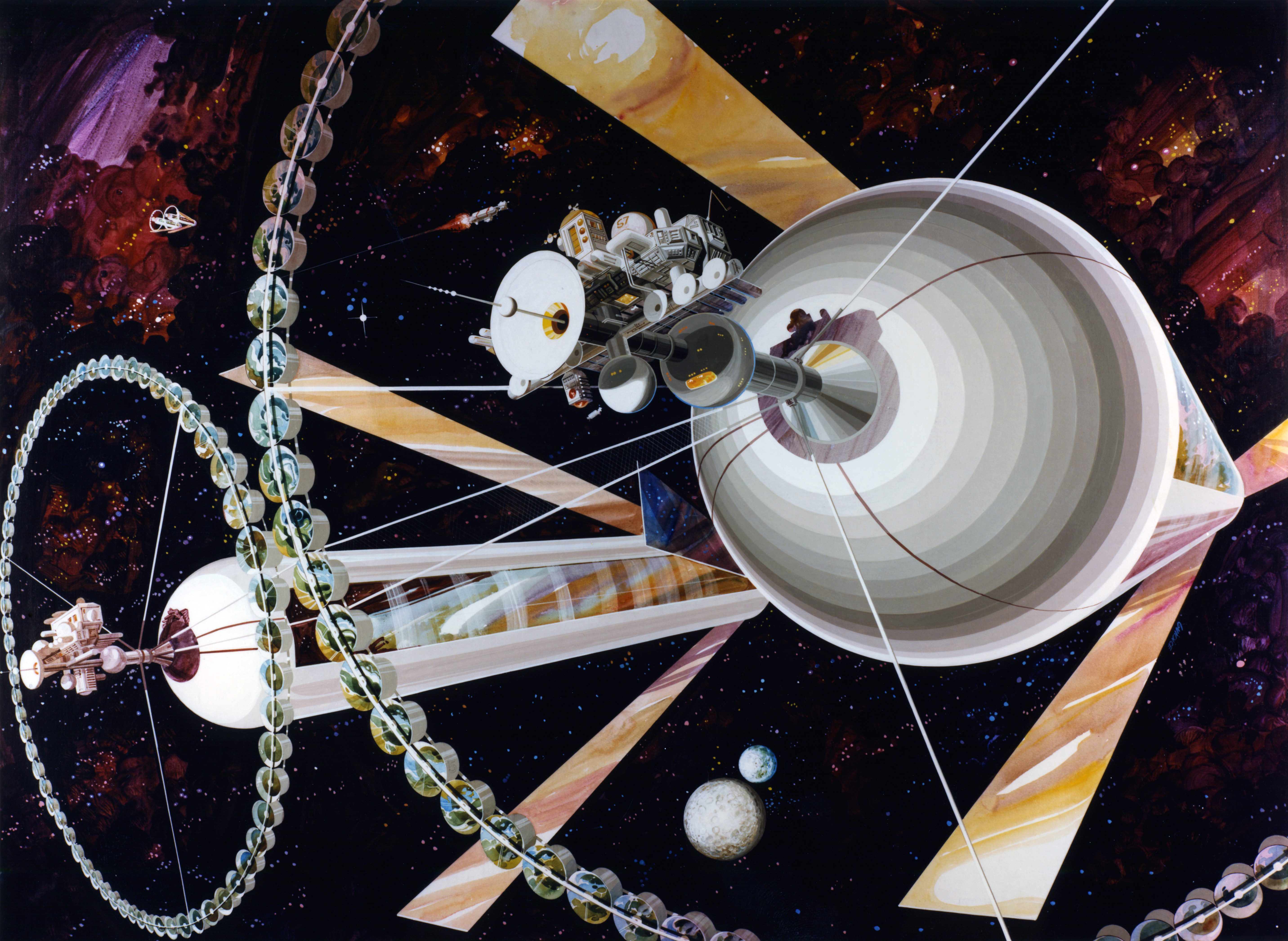
Пара цилиндрів О'Нілла

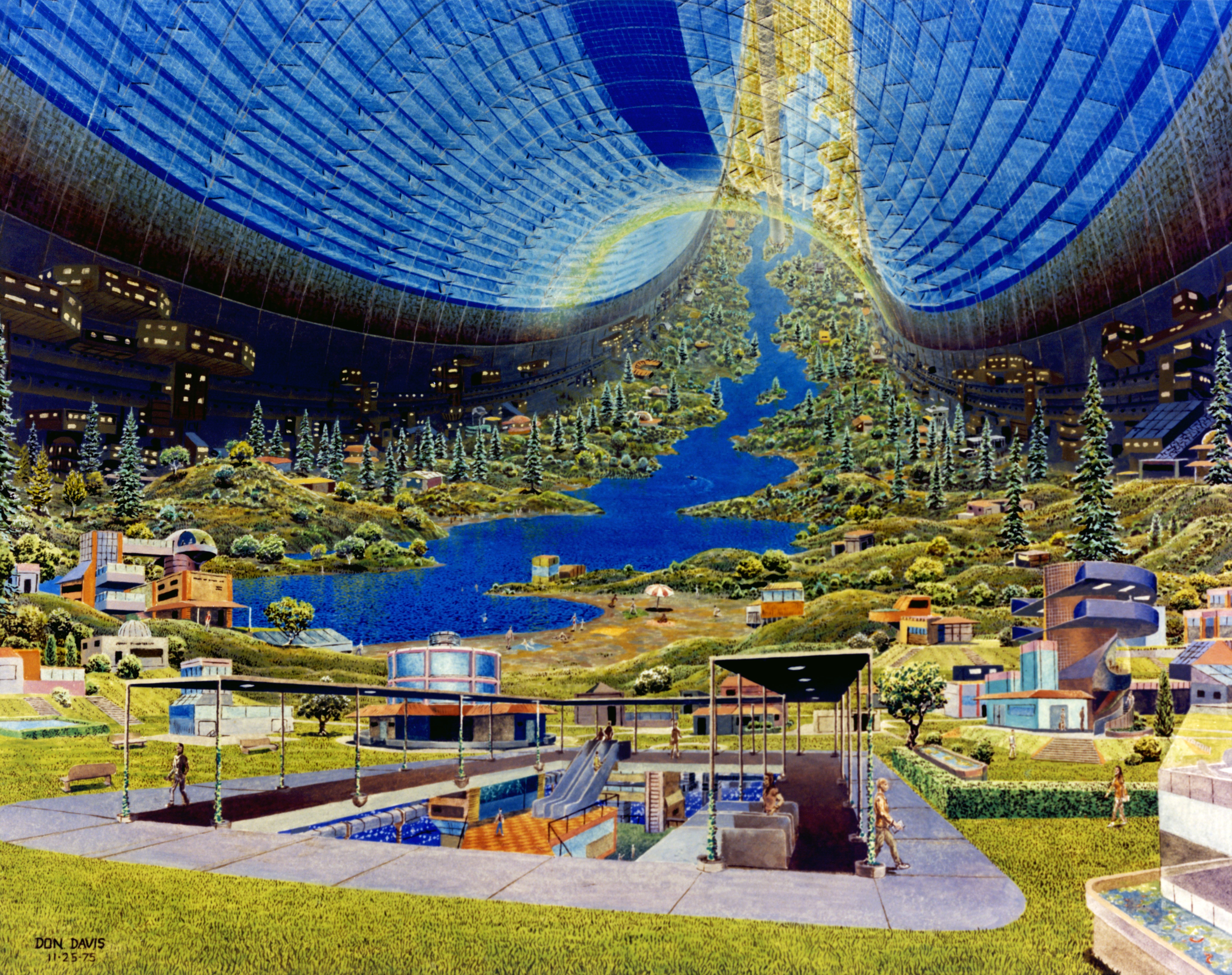
Проєкт орбітальної колонії «Стенфордський тор» — тор діаметром 1,6 км при діаметрі поперечного перерізу близько 150 м

Космі́чне посе́лення — космічна станція, призначена для постійного проживання, а не для використання як простої лабораторії або іншого подібного об'єкта. Жодного космічного поселення досі не побудовано, однак існує велика кількість проєктів різного ступеня реалістичності, створених інженерами та письменниками-фантастами.
Необхідність великих об'єктів на орбітах планет не викликає сумнівів. Природно, що вони повинні виконувати різні функції і, відповідно, мати різні види і розміри.

## Проблеми
Космічному поселенню необхідно вирішити ряд проблем для підтримання нормального життя людей:
- Початкові капітальні витрати
- Внутрішні системи життєзабезпечення
- Створення штучної сили тяжіння
- Захист від ворожих зовнішніх умов:
  - Від радіації
  - Забезпечення тепла
  - Від сторонніх об'єктів
- Транспорт і маневрування
  - Орбітальна підтримка станції
- Мобільність самої станції
- Психологічні проблеми
- Фізіологічні проблеми